# Liste von Sprengstoffanschlägen im Jahr 1994
Die Liste von Sprengstoffanschlägen im Jahr 1994 erfasst Anschläge mit Sprengladungen und anderen Spreng- und Brandvorrichtungen gegen Einrichtungen und Ansammlungen von Menschen, die im Jahr 1994 passierten. Zu den Formen zählen unter anderem Auto- und Rucksackbomben. Siehe auch Liste von Anschlägen auf Verkehrsflugzeuge.

## Liste
| Datum         | Ereignis                                                                | Ort                      | Staat                   | Tote    | Verletzte | Anmerkung, Quellen                                             |
| ------------- | ----------------------------------------------------------------------- | ------------------------ | ----------------------- | ------- | --------- | -------------------------------------------------------------- |
| 19. Jan. 1994 | Sprengstoffanschlag auf Bus                                             | Anuradhapura             | Sri Lanka               | 15      | 40        | [ 1 ]                                                          |
| 21. Jan. 1994 | Anschlag mit Schusswaffen und Granaten auf Moschee                      | Multan                   | Pakistan                | 7       | 20        | [ 2 ]                                                          |
| 31. Jan. 1994 | Granatenangriff auf Zivilisten                                          | Bujumbura                | Burundi                 | 10      | 20        | [ 3 ]                                                          |
| 5. Feb. 1994  | Markale-Massaker                                                        | Sarajevo                 | Bosnien und Herzegowina | 68      | 144       |                                                                |
| 6. Feb. 1994  | Mörserangriff                                                           | Kuito                    | Angola                  | 48      | 62        | [ 4 ]                                                          |
| 12. Feb. 1994 | Sprengstoffanschlag auf Militärkadette                                  | Istanbul                 | Türkei                  | 5       | 26        | [ 5 ]                                                          |
| 18. Feb. 1994 | Granatenangriff auf Veranstaltung                                       | Isulan                   | Philippinen             | 11      | 24        | [ 6 ]                                                          |
| 18. Feb. 1994 | Sprengstoffanschlag auf Parteihauptquartier                             | Ankara                   | Türkei                  | 1       | 20        | [ 7 ]                                                          |
| 23. Feb. 1994 | Anschlag mit Motorradbombe                                              | Jammu                    | Indien                  | 3       | 35        | [ 8 ]                                                          |
| 2. März 1994  | Anschlag mit Paketbombe auf die nationale Kriminalbehörde               | Adelaide                 | Australien              | 1       | 5         | [ 9 ]                                                          |
| 18. März 1994 | Anschlag mit Schusswaffen, Sprengstoff und Mörser auf Soldaten          | Chuzestan                | Iran                    | 0       | 150       | [ 10 ]                                                         |
| 19. März 1994 | Bombenanschläge auf die U-Bahn von Baku (1994)                          | Baku                     | Aserbaidschan           | 13 (+1) | 49        | Selbstmordattentat auf U-Bahnhof                               |
| 6. Apr. 1994  | Selbstmordattentat mit Autobombe auf Bus mit israelischen Studenten     | Afula                    | Israel                  | 8 (+1)  | 55        | [ 12 ]                                                         |
| 13. Apr. 1994 | Selbstmordattentat auf Bus                                              | Chadera                  | Israel                  | 5 (+1)  | 30        | [ 13 ]                                                         |
| 21. Apr. 1994 | Anschlag mit Landminen auf Zug                                          | Pursat                   | Kambodscha              | 5       | 25        | [ 14 ]                                                         |
| 22. Apr. 1994 | Granatenangriff auf Moschee                                             | Lahore                   | Pakistan                | 0       | 22        | [ 15 ]                                                         |
| 24. Apr. 1994 | Sprengstoffanschlag im Stadtzentrum                                     | Johannesburg             | Südafrika               | 7       | 92        | [ 16 ]                                                         |
| 25. Apr. 1994 | Sprengstoffanschlag auf Taxistand                                       | Germiston                | Südafrika               | 10      | 41        | [ 17 ]                                                         |
| 25. Apr. 1994 | Sprengstoffanschlag auf Restaurant                                      | Pretoria                 | Südafrika               | 2       | 29        | [ 18 ]                                                         |
| 1. Mai 1994   | Sprengstoffanschlag auf Markt                                           | Tacurong                 | Philippinen             | 9       | 23        | [ 19 ]                                                         |
| 7. Mai 1994   | Sprengstoffanschlag auf Lastwagen mit Hilfsgütern                       | North-Eastern            | Kenia                   | 35      | 0         | [ 20 ]                                                         |
| 19. Mai 1994  | Mörserangriff auf Krankenhaus                                           | Kigali                   | Ruanda                  | 30      | 0         | [ 21 ]                                                         |
| 19. Mai 1994  | Raketenangriff auf Kontrollpunkt                                        | Kabul                    | Afghanistan             | 20      | 30        | [ 22 ]                                                         |
| 5. Juni 1994  | Sprengstoffanschlag auf Einkaufszentrum                                 | Zamboanga City           | Philippinen             | 3       | 33        | [ 23 ]                                                         |
| 5. Juni 1994  | Sprengstoffanschlag auf Expresszug                                      | Rajnandgaon              | Indien                  | 2       | 25        | [ 24 ]                                                         |
| 20. Juni 1994 | Sprengstoffanschlag auf den Imam-Reza-Schrein                           | Maschhad                 | Iran                    | 70      | 100       | [ 25 ]                                                         |
| 29. Juni 1994 | Sprengstoffanschlag auf Demonstration                                   | Algier                   | Algerien                | 0       | 64        | [ 26 ]                                                         |
| 3. Juli 1994  | Bombenanschläge auf die U-Bahn von Baku (1994)                          | Baku                     | Aserbaidschan           | 13      | 58        | Sprengstoffanschlag auf U-Bahnzug                              |
| 5. Juli 1994  | Sprengstoffanschlag auf Bushaltestelle                                  | Ciudad de Comayagua      | Honduras                | 5       | 26        | [ 28 ]                                                         |
| 12. Juli 1994 | Sprengstoffanschlag auf Moschee                                         | Lahore                   | Pakistan                | 2       | 26        | [ 29 ]                                                         |
| 18. Juli 1994 | Anschlag von Buenos Aires 1994                                          | Buenos Aires             | Argentinien             | 85 (+1) | 300+      | Selbstmordattentat mit Autobombe auf jüdisches Gemeindezentrum |
| 19. Juli 1994 | Alas Chiricanas-Flug 901                                                | nahe Colón               | Panama                  | 21      | 0         | [ 31 ]                                                         |
| 23. Juli 1994 | Anschlag mit Schusswaffen und Granaten auf Bus                          | Karatschi                | Pakistan                | 6       | 25        | [ 32 ]                                                         |
| 26. Juli 1994 | Anschlag mit Autobombe und Sprengsatz auf die israelische Botschaft     | London                   | Vereinigtes Königreich  | 0       | 26        | [ 33 ]                                                         |
| 29. Juli 1994 | Mörserangriff auf Polizeistation                                        | Newry                    | Vereinigtes Königreich  | 0       | 28        | [ 34 ]                                                         |
| 6. Aug. 1994  | Anschlag mit Landmine                                                   | Srinagar                 | Indien                  | 6       | 32        | [ 35 ]                                                         |
| 25. Aug. 1994 | Anschlag mit Autobombe auf den PUK-Anführer                             | Erbil                    | Irak                    | 10      | 100       | [ 36 ]                                                         |
| 25. Aug. 1994 | Sprengstoffanschlag auf Schulbus                                        | nahe Jammu               | Indien                  | 7       | 29        | [ 37 ]                                                         |
| 26. Aug. 1994 | Granatenangriff auf Lokal                                               | Umlazi                   | Südafrika               | 2       | 38        | [ 38 ]                                                         |
| 9. Sep. 1994  | Granatenangriff auf Markt                                               | Bujumbura                | Burundi                 | 3       | 76        | [ 39 ]                                                         |
| 9. Sep. 1994  | Anschlag mit Panzerfaust auf Zivilisten                                 | Bo                       | Sierra Leone            | 40      | 0         | [ 40 ]                                                         |
| 19. Sep. 1994 | Selbstmordattentat mit Autobombe auf Marine-Patrouillenboot             | Puttalam                 | Sri Lanka               | 30      | 0         | [ 41 ]                                                         |
| 29. Sep. 1994 | Granatenangriff auf Demonstranten                                       | Port-au-Prince           | Haiti                   | 5       | 43        | [ 42 ]                                                         |
| 13. Okt. 1994 | Anschlag mit Paketbombe auf Zivilist                                    | Gawler                   | Australien              | 1       | 2         | [ 43 ]                                                         |
| 13. Okt. 1994 | Sprengstoffanschlag auf Polizeifahrzeuge                                | Dhaka                    | Bangladesch             | 0       | 25        | [ 44 ]                                                         |
| 13. Okt. 1994 | Granatenangriff auf chinesische Handelsdelegation                       | Ho-Chi-Minh-Stadt        | Vietnam                 | 0       | 21        | [ 45 ]                                                         |
| 19. Okt. 1994 | Selbstmordattentat auf Bus                                              | Tel Aviv-Jaffa           | Israel                  | 22 (+1) | 56        | [ 46 ]                                                         |
| 24. Okt. 1994 | Anschlag mit Rohrbombe auf Schule                                       | Klagenfurt am Wörthersee | Österreich              | 0       | 3         | [ 47 ]                                                         |
| 27. Okt. 1994 | Anschlag mit Panzerfäusten auf Militärkonvoi                            | Kambia                   | Sierra Leone            | 32      | 0         | [ 48 ]                                                         |
| 28. Okt. 1994 | Sprengstoffanschlag auf Markt                                           | Izmir                    | Türkei                  | 1       | 40        | [ 49 ]                                                         |
| 3. Nov. 1994  | Anschlag mit Sturmgewehren, Mörsern und Raketen auf Stadt und Flughafen | Mingora                  | Pakistan                | 25      | 45        | [ 50 ]                                                         |
| 9. Nov. 1994  | Sprengstoffanschlag auf Aktivisten                                      | Dhaka                    | Bangladesch             | 0       | 20        | [ 51 ]                                                         |
| 12. Nov. 1994 | Anschlag mit Pistolen, Granaten und Panzerfäusten auf Tempel            | Svay Rieng               | Kambodscha              | 23      | 0         | [ 52 ]                                                         |
| 13. Nov. 1994 | Sprengstoffanschlag auf BNP-Mitglieder                                  | Sirajganj                | Bangladesch             | 0       | 35        | [ 53 ]                                                         |
| 26. Nov. 1994 | Anschlag mit Schusswaffen und Granaten auf Moschee                      | Lahore                   | Pakistan                | 2       | 20        | [ 54 ]                                                         |
| 28. Nov. 1994 | Sprengstoffanschlag auf Bus                                             | Jammu und Kashmir        | Indien                  | 8       | 29        | [ 55 ]                                                         |
| 2. Dez. 1994  | Granatenangriff auf Wohngebäude                                         | Bujumbura                | Burundi                 | 4       | 30        | [ 56 ]                                                         |
| 11. Dez. 1994 | Philippine-Airlines-Flug 434                                            | Daitō-Inseln, Naha       | Philippinen, Japan      | 1       | 10        | [ 57 ]                                                         |
| 24. Dez. 1994 | Anschlag mit Landmine auf Bus                                           | Batticaloa               | Sri Lanka               | 7       | 23        | [ 58 ]                                                         |